# Chlorops asiaticus
Chlorops asiaticus är en tvåvingeart som beskrevs av Nartshuk 1992. Chlorops asiaticus ingår i släktet Chlorops och familjen fritflugor. Inga underarter finns listade i Catalogue of Life.